# Missgeburt von Hoheneiche

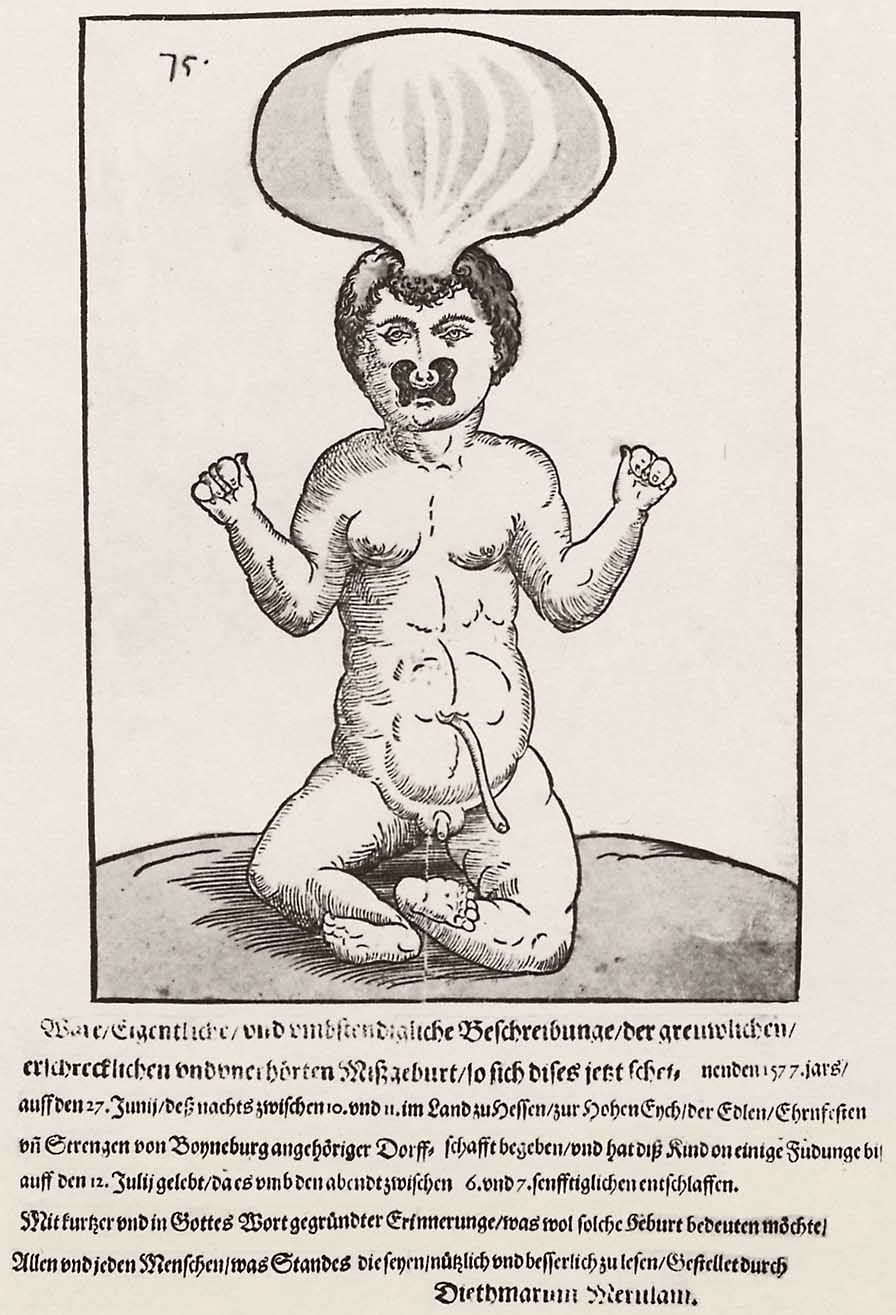
Holzschnitt in der Zentralbibliothek Zürich

Die Missgeburt von Hoheneiche, auch Missgeburt von Hohen Eich ist ein im Jahr 1577 von dem Renaissance-Künstler Dietmar Merluam geschaffener Holzschnitt, der ein fehlgebildetes Kind zeigt und in die Medizingeschichte und Medizinliteratur einging. Das 350 × 270 mm große Kunstwerk befindet sich in der Zentralbibliothek Zürich.
Am 27. Juni 1577 wurde in der Dorfschaft Hohen Eich, heute Hoheneiche im Wehretal südlich von Eschwege, ein Kind mit körperlichen Fehlbildungen geboren. Dietmar Merluam bezeichnete es auf seinem Holzschnitt als „greuliche, erschrekliche und unerhörten Mißgeburt im Land zu Hessen zur Hohen Eich der Edlen der Ehrsten von Boyneburg angehörigen Dorffschaft...“ Das lebensunfähige Kind starb am 12. Juli 1577.
Dargestellt wird das Kind mit einem hydrocephalusähnlichen Geschwulst über seinem eigentlichen Schädel. Auffällig ist das Kind durch seinen offenen Mund und eine rundliche Nase mit weit geöffneten Nasenlöchern.